# یریشو (فیلم)
یریشو (به آلمانی: Jerichow)فیلم درام آلمانی محصول ۲۰۰۸ به نویسندگی و کارگردانی کریستین پتزولد است. این فیلم به‌طور کلی از رمان آمریکایی «پستچی همیشه دوبار زنگ می‌زند» نوشته جیمز کین در سال ۱۹۳۴ الهام گرفته شده‌است.
این فیلم به عنوان نخستین فیلم نمایش داده شده به رقابت شصت و پنجمین جشنواره فیلم ونیز دعوت شد و همچنین نامزد جایزه فیلم آلمان در سال ۲۰۰۹ در بخش بهترین فیلم بلند و بهترین کارگردانی شد. نخستین نمایش رسمی آلمان در ۸ ژانویه ۲۰۰۹ بود. نمایش‌های آمریکایی به زبان آلمانی با زیرنویس انگلیسی بود. همان‌طور که از عنوان پیداست، داستان فیلم در شهر یریشو آلمان می‌گذرد.

## خلاصه داستان
کهنه سرباز جنگ افغانستان «توماس» که با رسوایی از خدمت مرخص شده‌است، به خانه خود در یریشو بازمی‌گردد. «علی»، یک کار آفرین ترک تبار که او «توماس» را به عنوان راننده استخدام می‌کند. در این هنگام او با «لائورا»، همسر «علی» آشنا می‌شود و…

## بازیگران
- بنو فورمان در نقش توماس
- نینا هوس در نقش لورا
- حلمی سوزر در نقش علی اوزکان
- آندره هنیکه در نقش لئون
- کلودیا گیسلر به عنوان دستیار روحانی
- ماری گروبر در نقش صندوقدار
- کنات برگر در نقش پلیس

## نقدها
وسلی موریس، نویسنده بوستون گلوب، فیلم را با وجود آنچه او عاشقانه احمقانه و حتی تعلیق احمقانه‌تر می‌خواند، دوست داشت. مت پریگ در نقدی برای هفته نامه فیلادلفیا، نقدی متفاوت با درجه ب به فیلم داد. رودریک کانوی موریس، از اینترنشنال هرالد تریبون، از بازی این سه بازیگر تعریف کرد. راجر ایبرت نقد مثبتی به فیلم داشت و گفت: «پتزولد، که فیلمنامه را هم نوشته‌است، فیلم‌های هیجان‌انگیز سطح یک نمی‌سازد و شخصیت‌های او ممکن است باهوش‌تر از ما یا نادان‌تر باشند».